# Follistatine
 (juin 2021).
Si vous disposez d'ouvrages ou d'articles de référence ou si vous connaissez des sites web de qualité traitant du thème abordé ici, merci de compléter l'article en donnant les références utiles à sa vérifiabilité et en les liant à la section « Notes et références ».
 (novembre 2012).
Les follistatines sont des protéines impliquées dans la régulation fine de l’action des facteurs de croissance de la famille du TGFβ, modulant notamment l’action des activines et des inhibines.
Elles sont codées par le gène FS mesurant 5,49 kb localisé sur le chromosome 5 humain entre 52,81 et 52,82 Mb. Les follistatines existent sous trois isoformes qui se distinguent sur la base du nombre d’acides aminés qui les constituent (315, 303 et 288). Deux de ces isoformes sont obtenus par épissage alternatif (FS-315 et FS-288), le dernier (FS-303) est obtenu par excision d’un peptide de 12 acides aminés dans la partie C-terminale de l’isoforme FS-315.
Les follistatines sont synthétisées au niveau des cellules gonadotropes mais aussi au niveau des cellules folliculostellate dans l’hypophyse antérieure, et par les cellules de la granulosa dans l’ovaire. Mais elle est produite par bien d’autres types cellulaires dans d’autres organes.
Les follistatines inactivent les facteurs de croissance membres de la famille du TGFβ en se liant sur eux (on parle de binding) affectant la quantité de ces protéines pouvant se fixer sur leurs récepteurs. Elles ont la propriété d’agir à proximité de leur lieu de production. Dans le cas de l’activine / inhibine, la follistatine se lie aux sous-unités β (A ou B) de ces protéines. De ce fait il faut deux follistatines pour inactiver une activine et une pour une inhibine.

## Molécules apparentées
Certaines molécules sont apparentées à la famille des follistatines, elles sont dénommées FSTL pour « follistatin-like ». Parmi ces dernières on peut citer la :
- FSTL1 ;
- FSTL3.